# Verificació de fets
La verificació de fets (en anglès fact-checking) és el fet de determinar la veracitat dels fets i dades utilitzats en els mitjans de comunicació, els discursos (majoritàriament polítics) i altres publicacions. Actualment hi ha empreses i organitzacions destinades a aquesta labor que tenen com a objectiu detectar errors, mentides i imprecisions per baixar la incertesa en la informació que reben les audiències.
La verificació de fets és una manera de reivindicar la figura del periodista com a imprescindible i fer d'aquest un filtre entre les autoritats i les audiències. És una nova manera d'exercir el periodisme d'investigació que serveix per detectar tant les falsedats dels polítics com les publicacions enganyoses.

## International Fact-Checking Network (IFCN)
La International Fact-Checking Network és una organització de l'Institut Poynter, la funció de la qual és reunir a periodistes que es dediquen a la verificació de fets a escala internacional. Va ser creada l'any 2015 i a hores d'ara compta amb 50 membres arreu del món. Per tal de ser membre d'aquesta organització s'ha de seguir un Codi de Principis que consta de 5 punts.
1. Compromís amb el no partidisme i l'equitat.
2. Compromís amb la transparència de les fonts.
3. Compromís amb la transparència del finançament i l'organització.
4. Compromís amb la transparència de la metodologia.
5. Compromís amb les correccions obertes i honestes.

## Organitzacions de verificació de fets
El fenomen de la verificació de fets es va originar a la premsa anglosaxona. Els tres primers llocs web de verificació de fets sense ànim de lucre van ser FactCeck.org, Politi Fact i The Fact Checker. Aquests tres segueixen entre els llocs webs de verificació de fets més reconeguts d'Amèrica.

### FactCheck.org
És un lloc web sense ànim de lucre i sense afiliació a cap partit polític que va ser creat l'any 2003. Es descriu com a “defensor dels votants que té com a objectiu reduït el nivell d'engany i confusió a la política nord-americana”. És un projecte del Centre de polítiques públiques d'Annenberg (Universitat de Pennsilvània). La major part del seu contingut consisteix en refutacions que considera inexactes, enganyoses o falses afirmacions fetes per polítics. La web ha guanyat diversos premis per les seves contribucions al periodisme polític i ha obtingut un gran reconeixement en els darrers anys.

### Politi Fact
És un projecte sense ànim de lucre creat l'any 2007 i operat per l'Institut Poynter de Sant Petersburg (Florida). Forma part del diari Tampa Bay Times i els seus periodistes s'encarreguen d'avaluar declaracions originals de personatges influents. Cada declaració rep una qualificació segons el “Truth-o-Meter” que pot classificar-les des de vertaderes fins a “Pants on Fire”, que és el terme amb el qual denominen les afirmacions falses i ridícules. Aquest lloc web també ha estat premiat i molt ben valorat en diverses ocasions, va rebre el Premi Pulitzer l'any 2009.

### The Fact Checker
És un projecte del diari The Washington Post liderat per Glenn Kessler i creat l'any 2007. S'encarrega de classificar els polítics segons la veracitat de les seves afirmacions de zero a quatre “Pinotxos”. Kessler és considerat un dels pioners en la verificació de fets.

## Verificació de fets als Països Catalans
Als Països Catalans no s'ha acabat de desenvolupar la verificació de fets, però, tot i això, hi ha alguns espais que la duen a terme. Alguns exemples són la plataforma Verificat de l'associació homònima o l'espai Fets o fakes de Catalunya Ràdio.

### Verificat
Verificat és una plataforma independent de verificació sense ànim de lucre a Catalunya. Forma part de la Plataforma per a l'Educació Mediàtica de Catalunya promoguda pel Consell de l'Audiovisual de Catalunya i de l'Observatori Europeu contra la Desinformació de la Comissió Europea. És una pàgina web dedicada a la verificació del discurs polític i la informació que circula per les xarxes, fent un seguiment de l'actualitat catalana amb l'objectiu de verificar-la en un sentit ampli, mitjançant la verificació tradicional, el periodisme d’investigació i transparència i periodisme de edades. Publiquen el seu contingut amb llicència copyleft per que les mitjans la puguin fer servir.